# Ла-Уньон (Антьокия)
Ла-Унион (исп. La Unión) — город и муниципалитет на севере Колумбии, на территории департамента Антьокия. Входит в состав субрегиона Восточная Антьокия.

## История
Поселение, из которого позднее вырос город, было основано 1 июля 1778 года. Муниципалитет Ла-Унион был выделен в отдельную административную единицу в 1911 году.

## Географическое положение
Город расположен в южной части департамента, в гористой местности Центральной Кордильеры, на расстоянии приблизительно 30 километров к юго-востоку от Медельина, административного центра департамента. Абсолютная высота — 2437 метров над уровнем моря.

Муниципалитет Ла-Унион граничит на западе и северо-западе с муниципалитетом Ла-Сеха, на востоке и северо-востоке — с муниципалитетом Эль-Кармен-де-Вибораль, на юге — с муниципалитетом Абехорраль. Площадь муниципалитета составляет 198 км².

## Население
По данным Национального административного департамента статистики Колумбии, совокупная численность населения города и муниципалитета в 2012 году составляла 18 793 человек.
Динамика численности населения муниципалитета по годам:
| 2005   | 2006   | 2007   | 2008   | 2009   | 2010   | 2011   | 2012   |
| ------ | ------ | ------ | ------ | ------ | ------ | ------ | ------ |
| 17 842 | 18 059 | 18 189 | 18 318 | 18 436 | 18 564 | 18 675 | 18 793 |

Согласно данным переписи 2005 года мужчины составляли 49,9 % от населения Ла-Униона, женщины — соответственно 50,1 %. В расовом отношении белые и метисы составляли 99,6 % от населения города; негры, мулаты и райсальцы — 0,4 %.
Уровень грамотности среди всего населения составлял 91,7 %.

## Экономика
Основу экономики Ла-Униона составляют сельскохозяйственное производство. Особое распространение получили посадки картофеля. Также развиты животноводство и добыча полезных ископаемых.

62,3 % от общего числа городских и муниципальных предприятий составляют предприятия торговой сферы, 28,7 % — предприятия сферы обслуживания, 8,8 % — промышленные предприятия, 0,2 % — предприятия иных отраслей экономики.